# Helmut Qualtinger
Helmut Qualtinger (Bécs, 1928. október 8. – Bécs, 1986. szeptember 29.) osztrák színész, humorista, színpadi szerző.

## Élete

### Származása és karrierjének kezdete
Bécs III. kerületében, egy tehetős polgári család egyetlen gyermekeként nőtt fel, édesapja matematika, fizika és kémia szakos gimnáziumi tanár és lelkes nemzetiszocialista férfi volt, édesanyja háztartásbeli. Qualtinger 1944-ben, gimnáziumi tanulmányai alatt, megalapította Walter Kohuttal és Philipp Zeskával a Mozart-Bühne ifjúsági színházi társulatot. Először azonban 1945-től 1946-ig orvostudományt és újságírást tanult, majd – félbeszakítva tanulmányait – a jelentkezett a Max-Reinhardt színművészeti szemináriumra.
A II. világháború után újságíróként dolgozott, 1947-től a Studio der Hochschulen és a Kabarettrevue színpadján kabaréjelenetekben  lépett fel. Első színdarabját 1949-ben Grazban mutatták be a Jugend vor den Schranken (Ifjúság a korlátok előtt) címmel, melyben a háború utáni fiatalság nyomorúságát taglalta. Az előadás nagy port kavart, a nézők nagy része kifütyülte a darabot, másnap pedig le kellett venni a színház programjáról. 1960-ig Qualtinger számos kabaréprogramban vett részt a Namenloses Ensemble (Névtelen együttes)  nevű társulattal, amelynek tagja volt Carl Merz is. Az 1960-as években különböző kabarédarabokat írt, amik közül a Travnicek-párbeszédek váltak a leghírhedtebbekké.
Qualtinger csínytevéseiről is híres volt. 1951-ben nemzetközi hírre tett szert azzal a „kacsával”, hogy a híres eszkimó író, Kobuk, bécsi látogatást tervez. Számos riporter gyűlt össze 1951. július 3-án a bécsi Westbahnhofon, várva az író érkezését. Helyette azonban Qualtinger szállt le a vonatról nagykabátban, kucsmával a fején. Az egyik rádióriporter kérdésére, miszerint mik az első benyomásai Bécsről, széles bécsi dialektusban ezt válaszolta: „Haaß is’s do!” (Nagy itt a forróság).

## Karl úr
1961-ben a Carl Merz-cel közösen írt Der Herr Karl című egyszemélyes színjátékkal sikerült  német nyelvterületen nagy népszerűségre szert tennie. Herr Karl egy csemegekereskedés pincéjében dolgozik és képzelt munkatársának mesél a háború alatti és utáni életéről. Felületesen nézve Herr Karl szimpatikus, kedves bácsinak tűnik, de a történet folyamán kiderül, hogy alapjaiban véve egy elvtelen opportunista és kiszámíthatatlan köpönyegforgató. A humorista több ismerőse nyújtott segítséget a karakter kialakításában, többek között egy valódi raktáros is, aki Qualtinger munkatársával dolgozott együtt egy bécsi csemegekereskedésben. Herr Karl figurájával Qualtinger sok ellenséget szerzett hazájában, még halálos fenyegetés is érte, ugyanis ő volt a háború után az első, aki az átlagos közembert nyíltan bűnpártolással vádolta.

## Későbbi tevékenysége
Az 1970-es évektől Qualtinger egyre többet járta az országot, ahol saját és mások műveiből (Adolf Hitler Mein Kampf, Karl Kraus Az emberiség végnapjai) felolvasást tartott. Ezek az előadóutak olyan sikeresek voltak, hogy számtalan hanglemezen is megjelentek. Kabaréműsorai mellett színházban, tévéprodukciókban is szerepelt, de egy-egy mozifilmben is felbukkant. Utolsó szerepként 1986-ban, az Umberto Eco regényéből készült A rózsa neve című filmben Remigio da Varagine nevű szerzetest személyesítette meg Sean Connery oldalán.

## Halála
A rózsa neve forgatása alatt súlyosan megbetegedett. 1986. szeptember 29-én, 57 évesen Bécsben hunyt el, túlzott alkoholfogyasztás miatt bekövetkezett májzsugorodásban. Sírja a Wiener Zentralfriedhofban található.

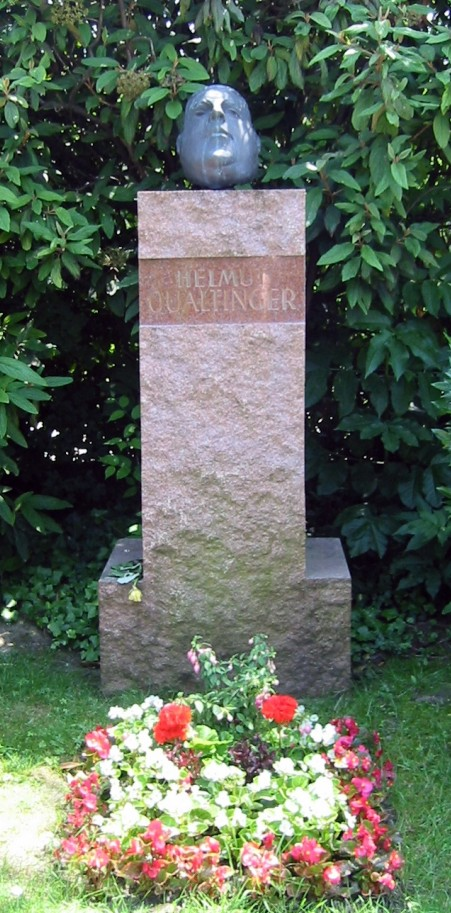
Qualtinger sírja a bécsi Zentralfriedhofban

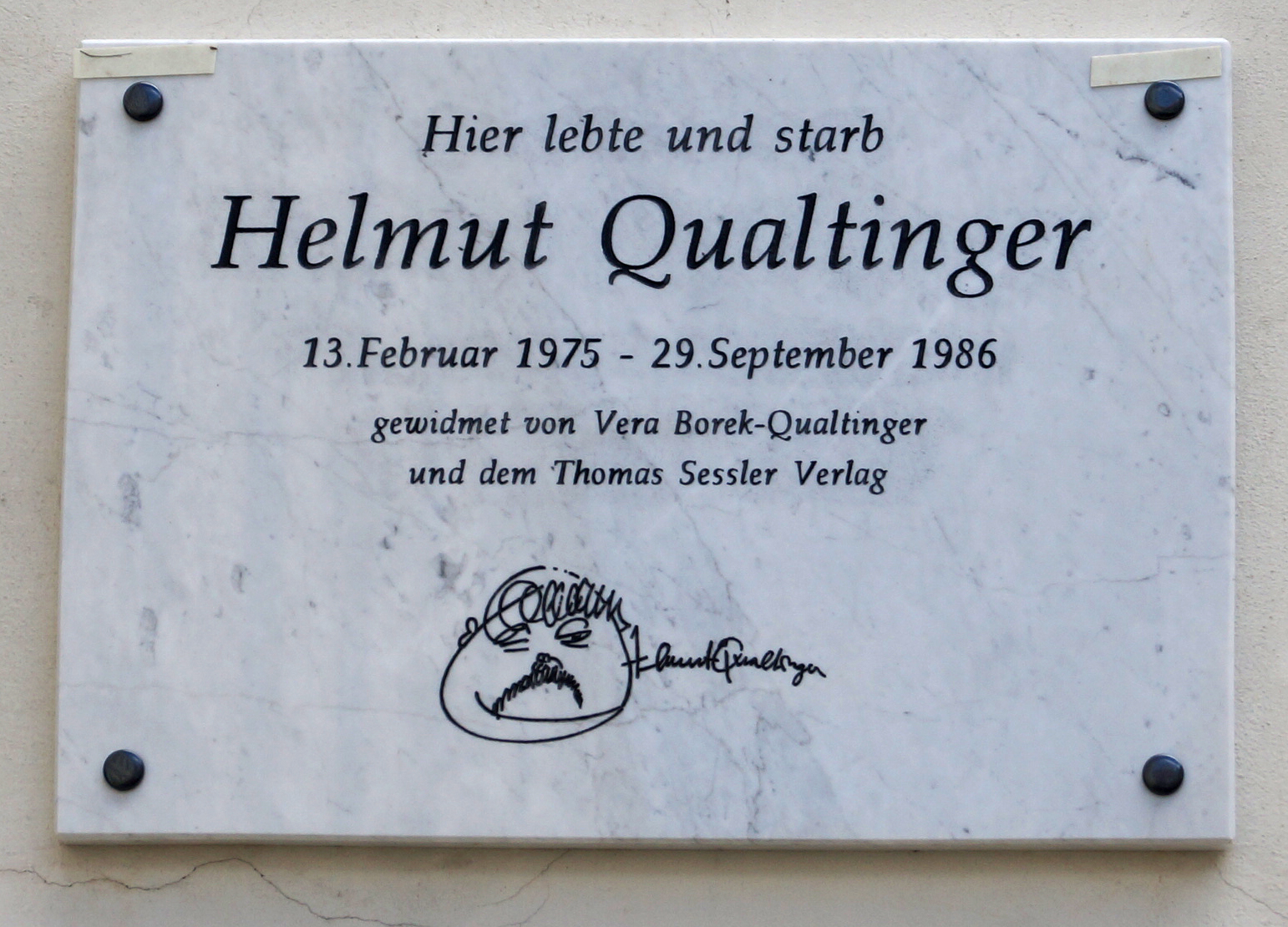
Helmut Qualtinger emléktáblája Bécsben

## Magánélete
Qualtinger kétszer nősült, első házasságából egy fia, a festő, író, zenész és humorista, Christian Heimito Qualtinger született.

## Magyar nyelven megjelent könyvek, hanglemezek
- Carl Merz–Helmut Qualtinger: Karl úr; ford. Parti Nagy Lajos; Kortina, Bp., 2005 + CD-ROM (Bodrogi Gyula előadásában, rendezte: Mácsai Pál, zene: Bárány György, fordította: Parti Nagy Lajos)

## Magyar szinkronos filmek
- A rózsa neve, 1986
- Mesél a bécsi erdő, 1979
- Köznapi legenda, 1976
- A bíró és a hóhér, 1975
- Falusi szerelem, 1976
- Méreggel, 1976
- Fel is út, le is út, 1969
- A kastély, 1968
- A kivégzés, 1966
- Férfi az árnyékban, 1961